# Силвиньо
Силвиньо Мендеш Кампош Жуниор (на португалски: Sylvio Mendes Campos Junior), по-известен просто като Силвиньо, е бивш бразилски професионален футболист и настоящ треньор. Висок е 173 см.
През активната си спортна кариера играе на поста ляв защитник. За периода от 1994 до 2010-та г. играе последователно в първенствата на Бразилия, Англия и Испания.

## Кариера като футболист

### Клубна кариера
Силвиньо започва своята кариера в бразилския Коринтианс през 1994 година. Играе за тима пет сезона, като записва общо 45 мача за този период. През лятото на 1999 г. преминава в английския Арсенал, с което става първия бразилец, играл за артилеристите. От 2001 до 2004 г. защитава цветовете на Селта Виго. През лятото на 2004 г. подписва с  Барселона. С екипа на каталунците е двукратен шампион на Испания и е част от отбора, спечелил Шампионската лига през 2006. 

### Национален отбор
Между 2000 и 2001 г. изиграва 6 мача за [[Национален отбор по футбол на Бразилия|селесао]]. През 2004 г. получава испанско гражданство.

## Кариера като треньор

### Като помощник
От 2011 до 2013 г. е част от треньорските щабове на Крузейро, Наутико и Ресифе в родната си Бразилия.
През сезон 2013 е част от щаба на Тите, който по това време води Коринтианс.
След това се премества в италианската Серия А като помощник на Роберто Манчини начело на Интер. В Милано остава до лятото на 2016 г., когато и Манчини напуска нерадзурите.
Следващите 3 години (до 2019 г.) отново работи под ръководството на Тите, който вече ръководи бразилския национален отбор.

### Старши треньор
През 2019 г. получава първото си назначение като старши-треньор, поемайки юздите на френския Олимпик Лион. Кошмарния старт на хлапетата в първенството обаче коства поста на Силвиньо още преди края на есенния полусезон.  
През февруари 2021 г. се завръща в родния си тим - Коринтианс, този път като старши треньор. Остава на поста малко повече от година, когато е уволнен след поредица от слаби резултати.
В началото на 2023 г. застава начело на албанския национален отбор, където постига първите сериозни успехи в кариерата си като старши треньор. Под неговото предводителство соколите правят фурор в квалификациите за Евро 2024, като завършват на първо място в групата си, записвайки победи с 2-0 и 3-0 над смятаните за предварителни фаворити тимове на Полша и Чехия. Тези резултати се оказват достатъчни, за да гарантират на отбора историческо второ участие на голям футболен форум.

## Успехи

### Като футболист
Коринтианс
- Шампион на Бразилия (1): 1998
- Носител на Купата на Бразилия (1): 1995

 Арсенал
- Носител на Къмюнити Шийлд (1): 1999

 Барселона
- Шампион на Испания (3): 2005, 2006, 2009
- Носител на Купата на краля (1): 2009
- Носител на Суперкупата на Испания (2): 2005, 2006
- Победител в Шампионската лига (2): 2006,  2009

### Като треньор
Албания
- Участник на Европейско първенство (1): 2024